# Monteciccardo
Monteciccardo – była gmina i od 1 lipca 2020 r. jedna z frakcji (wł. frazioni) gminy Pesaro we Włoszech, w regionie Marche, w prowincji Pesaro i Urbino.
Według danych na rok 2004 frakcję zamieszkiwało 1296 osób, 51,8 os./km².